# Lorenzo Quinn
Lorenzo Quinn (Roma, Itàlia, 7 de maig de 1966) és un escultor i antic actor italià contemporani.

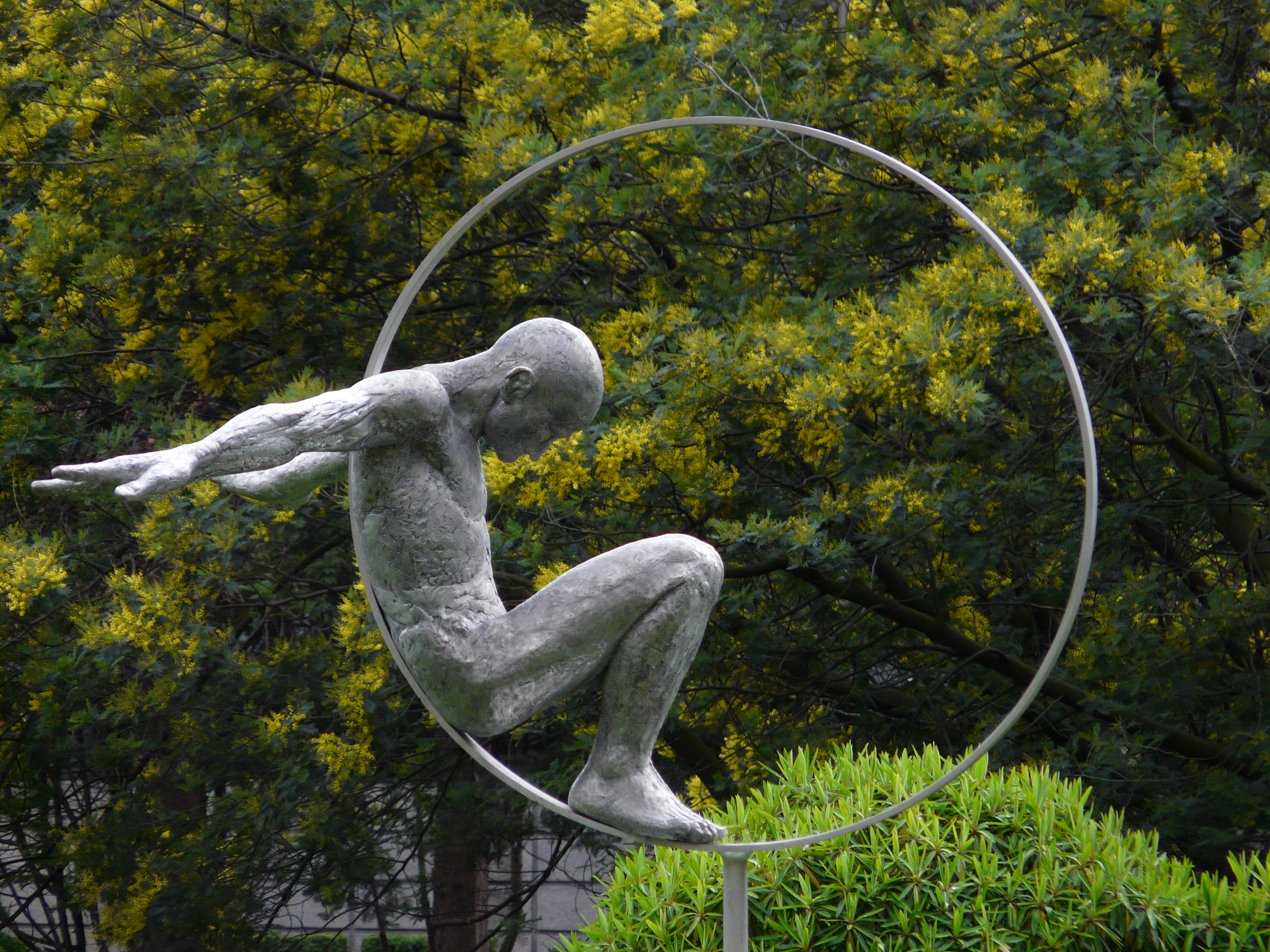
Volare a la Cadogan Place, Londres, Anglaterra

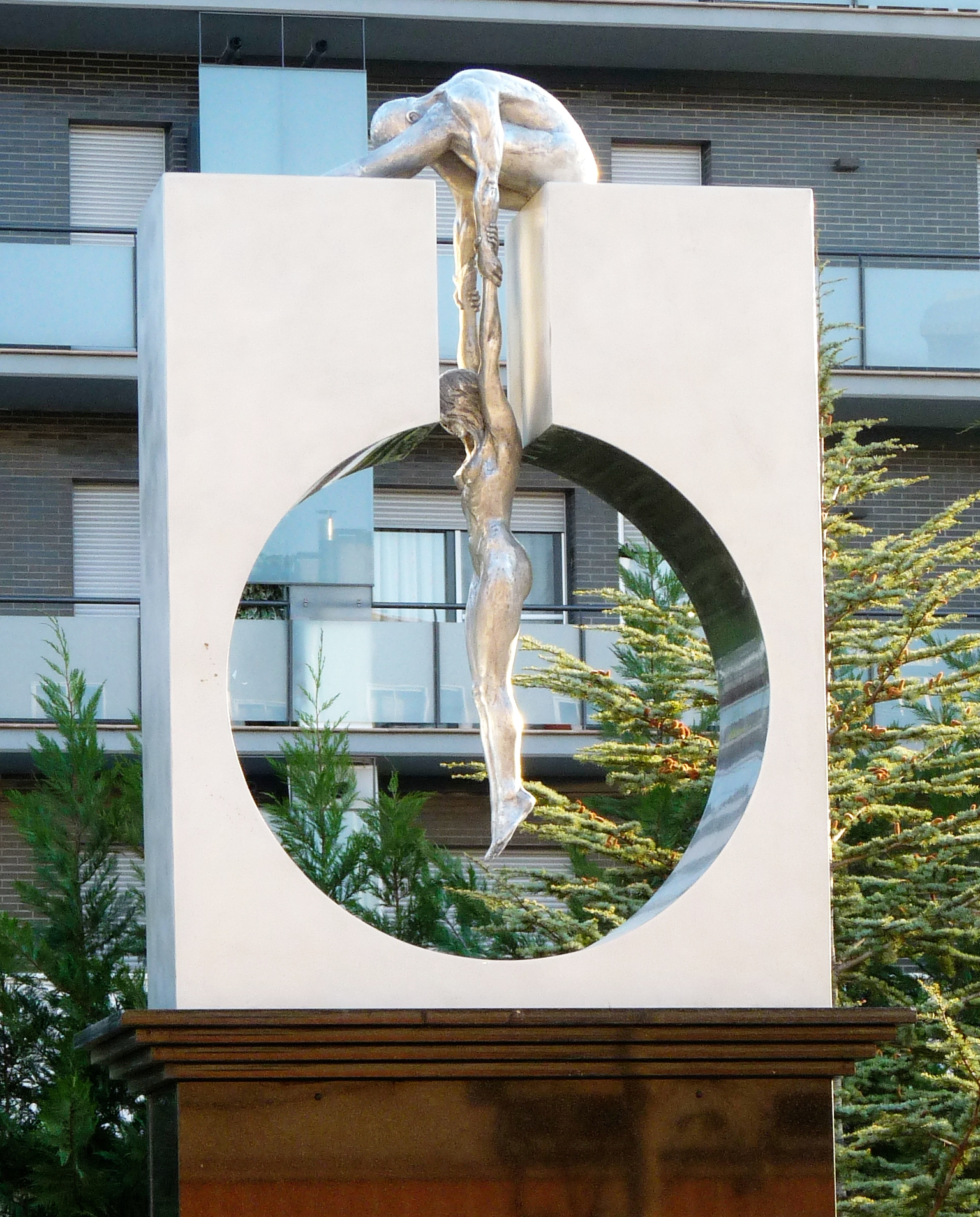
Gravity a Fraga, Aragó

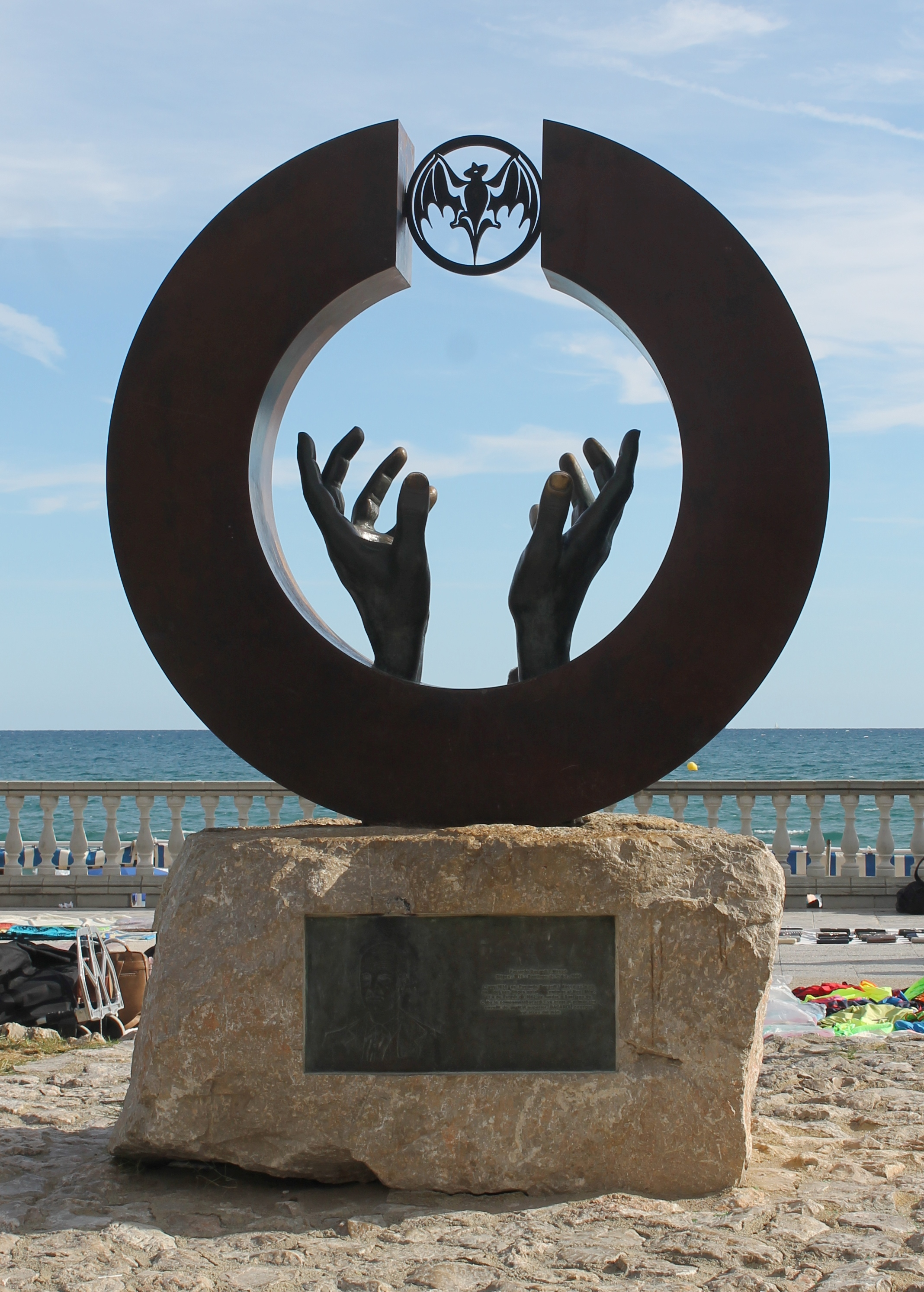
Escultura en homenatge a Facund Bacardí i Masso, a Sitges, al Garraf (2009)

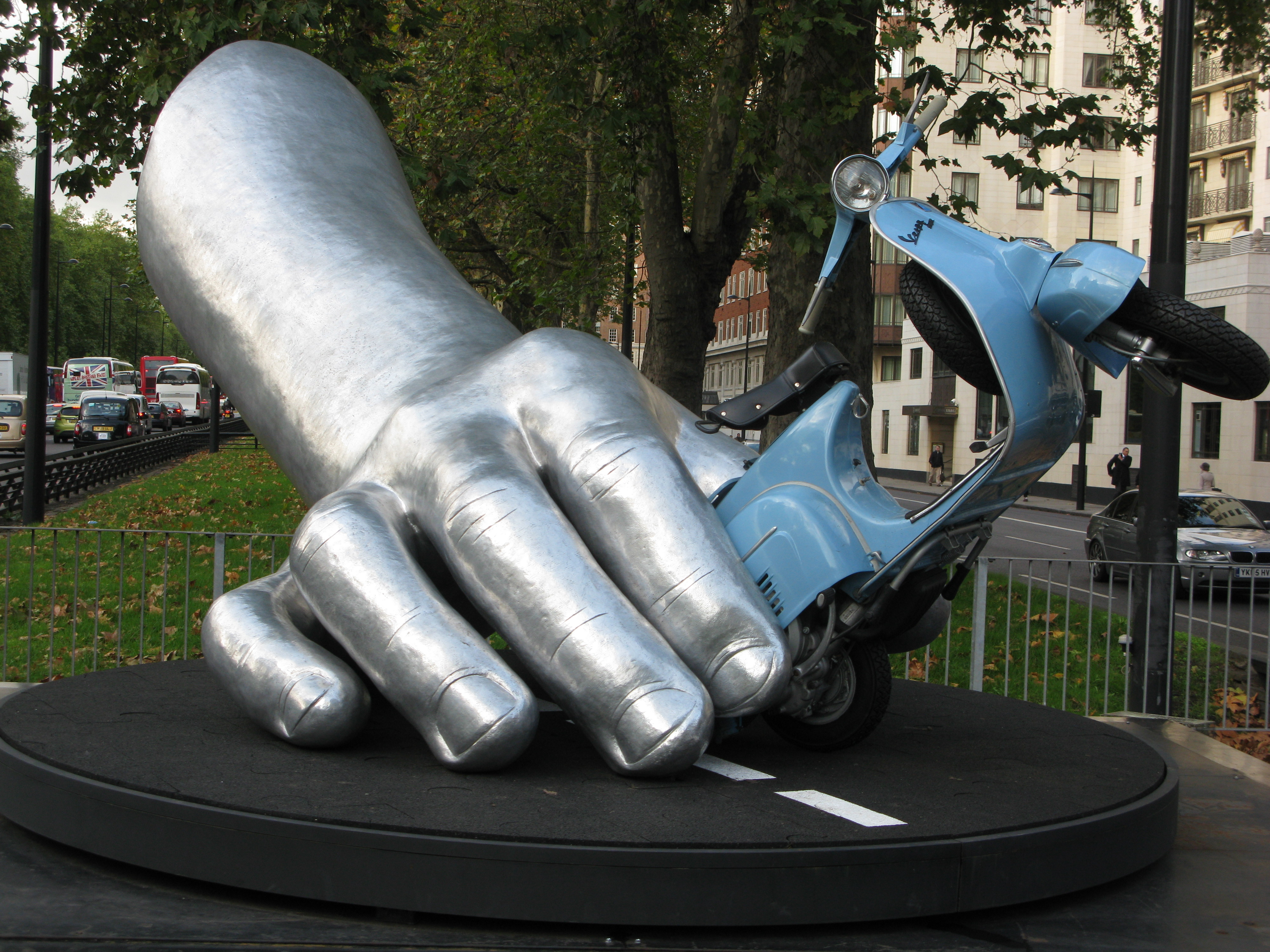
La dolce vita 2011 al Park Lane / Curzon Gate, Londres, UK

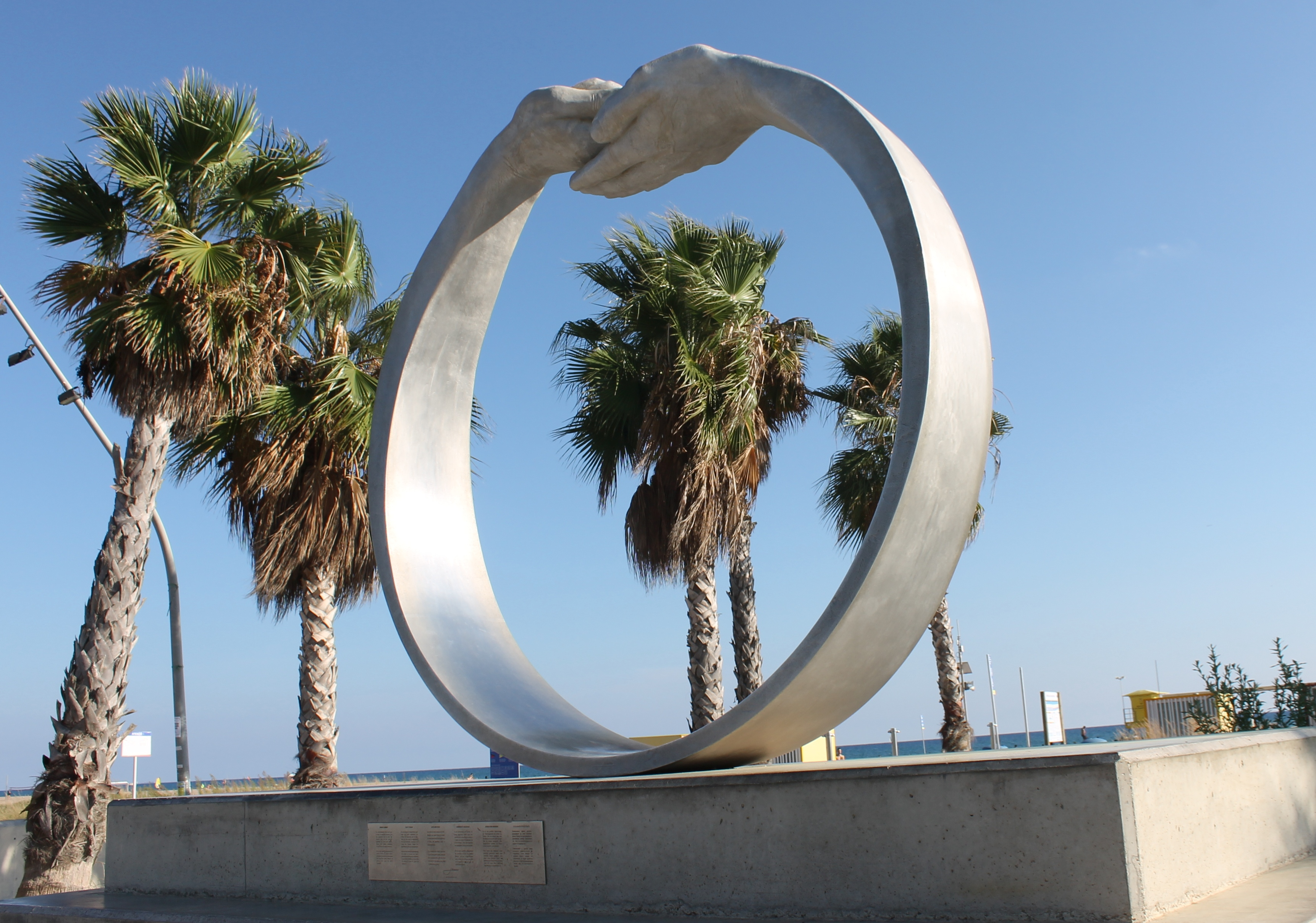
Donar i Rebre, 2013 al Passeig Maritim de Castelldefels

Vuité fill de l'actor mexicà-nord-americà Anthony Quinn i la seva dona Iolanda (nascuda Addolori), Lorenzo Quinn es va criar als Estats Units i Itàlia, i finalment es va traslladar a Barcelona on viu. Va començar a practicar l'art com a pintor a principis dels anys vuitanta quan es va matricular a l'Acadèmia Americana de Belles Arts de la ciutat de Nova York. El 1988 es va casar amb Giovanna Cicutto i la família es va traslladar a Barcelona.

## Actor
Quinn va actuar professionalment a finals de la dècada de 1980, interpretant el jove violinista italià Antonio Stradivari a la pel·lícula italiana de 1988 Stradivari, dirigida per Giacomo Battiato. El pare de Quinn, Anthony, va protagonitzar la mateixa producció que l'adult Stradivari. Quinn va interpretar, posteriorment, a l'artista surrealista espanyol Salvador Dalí a Dalí, al costat de l'actriu anglesa Sarah Douglas interpretant la seva dona Gala. Quinn va guanyar el premi al millor actor novell al Festival de Cinema de Biarritz pel seu treball sobre Dalí.

## Primeres Exposicions
A principis dels anys 2000, Quinn va prendre la decisió d'abandonar la seva carrera d'actor per dedicar-se completament a l'art.
L'art públic de Quinn inclou Encounters, encarregat per Fundatur i donat a Mallorca l'any 2003. Ara es troba a Palma.
L'exposició Equilibrium va tenir lloc el novembre de 2009, coincidint amb la instal·lació de Give and Take III a Berkeley Square durant sis mesos. A la mostra es van incloure diverses escultures noves, com What Came First? (formes masculines i femenines ajagudes en hemisferis en forma d'ou) i Home Sweet Home (una dona de marbre envoltada de filferro de pues).
La sèrie d'escultures Forces of Nature de Quinn s'ha mostrat a Anglaterra, Itàlia, Estats Units, Singapur, Països Baixos, Qatar i Mònaco.
L'octubre de 2018 l'escultura 'Stop Playing' va ser donada a la ciutat de Venècia i instal·lada a Forte Marghera.

## Encàrrecs
Entre altres encàrrecs, l'octubre de 2005, Quinn va crear per a la ciutat de Birmingham, l'escultura Tree of Life que representa els que havien mort en els atacs aeris de Birmingham durant la Segona Guerra Mundial.
Amb motiu del 30è aniversari de la tradicional 'Festa de la Cirera' de Sant Climent de Llobregat, l'any 2006 es va inaugurar l'anomenada Escultura Viva, una escultura constituïda per dues mans que neixen d'un tronc i recullen cireres, la fruita més representativa d'aquesta població del Baix Llobregat. És una escultura "viva" perquè cada any s'hi van afegint cireres, tantes com nous infants s'empadronen al municipi.
Quinn ha treballat per encàrrecs per a l'Acadèmia d'Esports ASPIRE als estats del Golf, i n'ha tingut a Espanya, on viu actualment amb la seva dona i els seus fills. També té una exposició permanent a la Galeria Rafart d'Almenar, al Segrià.
Quinn va dissenyar el trofeu 'Ride The World' per als campionats de MotoGP. El trofeu es va lliurar a Valentino Rossi el 2004.
El desembre de 2020 es va instal·lar l'escultura You are the World a AFAS Software – Leusden, als Països Baixos; anteriorment, el mateix any, l'escultura Give va recórrer les ciutats d'Itàlia romanent exposada primer a Florència, després a Palerm i l'any següent a Pietrasanta.
El 2021 va ser l'any de Together, la monumental escultura de malla de filferro exposada per a l'Exposició anual d'Art d'Égypte, titulada "Forever is Now", celebrada davant de les piràmides de Gizeh.

## Galeria Gastronòmica
Quinn és copropietari del restaurant italià 'Galeria Gastronomica' de Barcelona, que també és l'escenari de moltes de les seves escultures. La majoria dels articles de ferreteria del restaurant, com els coberts, van ser dissenyats per ell.